# تیم ملی فوتبال تایلند
تیم ملی فوتبال تایلند نماینده فوتبال کشور تایلند در مسابقات بین‌المللی است. این تیم مجموعه‌ای است از بهترین بازیکنان رشته فوتبال در تایلند و زیر نظر فدراسیون فوتبال این کشور فعالیت می‌کند. تایلند از سال ۱۹۲۵ عضو فیفا است.

## نتایج درجام جهانی
- ۱۹۳۰: حضور نداشت
- ۱۹۳۴: حضور نداشت
- ۱۹۳۸: حضور نداشت
- ۱۹۵۰: حضور نداشت
- ۱۹۵۴: حضور نداشت
- ۱۹۵۸: حضور نداشت
- ۱۹۶۲: حضور نداشت
- ۱۹۶۶: حضور نداشت
- ۱۹۷۰: حضور نداشت
- ۱۹۷۴: راه نیافت
- ۱۹۷۸: راه نیافت
- ۱۹۸۲: راه نیافت
- ۱۹۸۶: راه نیافت
- ۱۹۹۰: راه نیافت
- ۱۹۹۴: راه نیافت
- ۱۹۹۸: راه نیافت
- ۲۰۰۲: راه نیافت
- ۲۰۰۶: راه نیافت